# Curculionoidea
La superfamiglia Curculionoidea Latreille, 1802, è un vasto raggruppamento dell'ordine dei Coleotteri (sottordine Polyphaga, infraordine Cucujiformia), comprendente oltre 60 000 specie.

## Descrizione

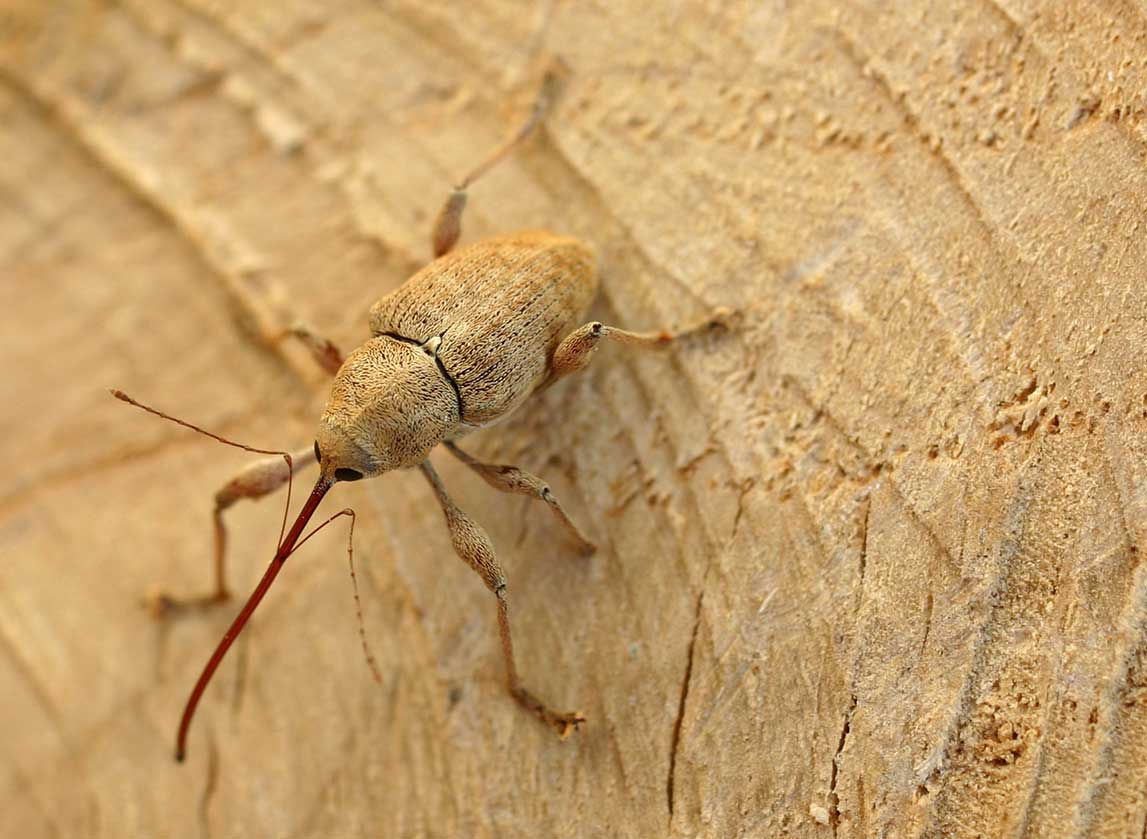
Curculio elephas, una specie dal lunghissimo rostro

La caratteristica morfologica più importante, non sempre evidente, è il prolungamento del capo in un processo allungato, detto rostro, che nella terminologia comune spesso è indicato con i termini di proboscide o becco.

All'apice del rostro si articolano le appendici dell'apparato boccale masticatore e ai lati le antenne.

Nei Curculionidae, lo scapo trova alloggiamento in un apposito solco del rostro detto scroba. Questa tipica conformazione non è tuttavia presente in molte famiglie e sottofamiglie dei Curculionoidea: negli Attelabidae, nei Brentidae, negli Anthribidae e negli Scolytinae, una sottofamiglia di Curculionidae la cui morfologia apparentemente li accosta agli Anobiidae, per via delle dimensioni generalmente piccole, con lunghezza del corpo inferiore ai 6 millimetri.

## Biologia
I Curculionoidei sono uno dei raggruppamenti più importanti dei Coleotteri, sia per il numero di specie comprese, sia per l'importanza economica. Sono per la maggior parte insetti fitofagi, con regimi alimentari vari (fillofagi, xilofagi, rizofagi, carpofagi, ecc.), che generalmente si sviluppano, almeno negli stadi giovanili, in gallerie scavate all'interno degli organi attaccati. Sono dannosi alle coltivazioni erbacee e arboree, alle derrate alimentari, alle essenze forestali. Di particolare importanza, nell'ambito dei Curculionidi è la sottofamiglia degli Scolytinae, comprendente molte specie considerate tra le più dannose agli ecosistemi forestali.

## Sistematica
Questo raggruppamento è stato oggetto di importanti revisioni, fra le quali si cita l'inserimento della superfamiglia degli Scolytoidea, contemplata nella tassonomia classica, all'interno della famiglia dei Curculionidae al rango di sottofamiglia.

Studi filogenetici basati sul DNA ribosomale (Marvaldi 2002) hanno portato a definire le seguenti famiglie
|  | Nemonychidae |
|  |              |
|  | Anthribidae  |
|  |              |

|  | Caridae                                                     |
|  |                                                             |
|  | \| \| Brentidae \| \| \| \| \| \| Curculionidae \| \| \| \| |
|  |                                                             |
|  | Brentidae                                                   |
|  |                                                             |
|  | Curculionidae                                               |
|  |                                                             |

|  | Brentidae     |
|  |               |
|  | Curculionidae |
|  |               |

|  | Caridae                                                     |
|  |                                                             |
|  | \| \| Brentidae \| \| \| \| \| \| Curculionidae \| \| \| \| |
|  |                                                             |
|  | Brentidae                                                   |
|  |                                                             |
|  | Curculionidae                                               |
|  |                                                             |

|  | Brentidae     |
|  |               |
|  | Curculionidae |
|  |               |

|  | Caridae                                                     |
|  |                                                             |
|  | \| \| Brentidae \| \| \| \| \| \| Curculionidae \| \| \| \| |
|  |                                                             |
|  | Brentidae                                                   |
|  |                                                             |
|  | Curculionidae                                               |
|  |                                                             |

|  | Brentidae     |
|  |               |
|  | Curculionidae |
|  |               |

|  | Caridae                                                     |
|  |                                                             |
|  | \| \| Brentidae \| \| \| \| \| \| Curculionidae \| \| \| \| |
|  |                                                             |
|  | Brentidae                                                   |
|  |                                                             |
|  | Curculionidae                                               |
|  |                                                             |

|  | Brentidae     |
|  |               |
|  | Curculionidae |
|  |               |

|  | Nemonychidae |
|  |              |
|  | Anthribidae  |
|  |              |

|  | Caridae                                                     |
|  |                                                             |
|  | \| \| Brentidae \| \| \| \| \| \| Curculionidae \| \| \| \| |
|  |                                                             |
|  | Brentidae                                                   |
|  |                                                             |
|  | Curculionidae                                               |
|  |                                                             |

|  | Brentidae     |
|  |               |
|  | Curculionidae |
|  |               |

|  | Caridae                                                     |
|  |                                                             |
|  | \| \| Brentidae \| \| \| \| \| \| Curculionidae \| \| \| \| |
|  |                                                             |
|  | Brentidae                                                   |
|  |                                                             |
|  | Curculionidae                                               |
|  |                                                             |

|  | Brentidae     |
|  |               |
|  | Curculionidae |
|  |               |

|  | Caridae                                                     |
|  |                                                             |
|  | \| \| Brentidae \| \| \| \| \| \| Curculionidae \| \| \| \| |
|  |                                                             |
|  | Brentidae                                                   |
|  |                                                             |
|  | Curculionidae                                               |
|  |                                                             |

|  | Brentidae     |
|  |               |
|  | Curculionidae |
|  |               |

|  | Caridae                                                     |
|  |                                                             |
|  | \| \| Brentidae \| \| \| \| \| \| Curculionidae \| \| \| \| |
|  |                                                             |
|  | Brentidae                                                   |
|  |                                                             |
|  | Curculionidae                                               |
|  |                                                             |

|  | Brentidae     |
|  |               |
|  | Curculionidae |
|  |               |

Una recente revisione (Bouchard 2011) assegna alla superfamiglia Curculionoidea le seguenti famiglie:
- Nemonychidae Bedel, 1882
- Anthribidae Billberg, 1820
- Ulyanidae Zherikhin, 1993 †
- Belidae Schönherr, 1826
- Caridae Thompson, 1992
- Attelabidae Billberg, 1820
- Brentidae Billberg, 1820
- Dryophthoridae Schönherr, 1825
- Brachyceridae Billberg, 1820
- Curculionidae Latreille, 1802